# 지치부타마카이 국립공원

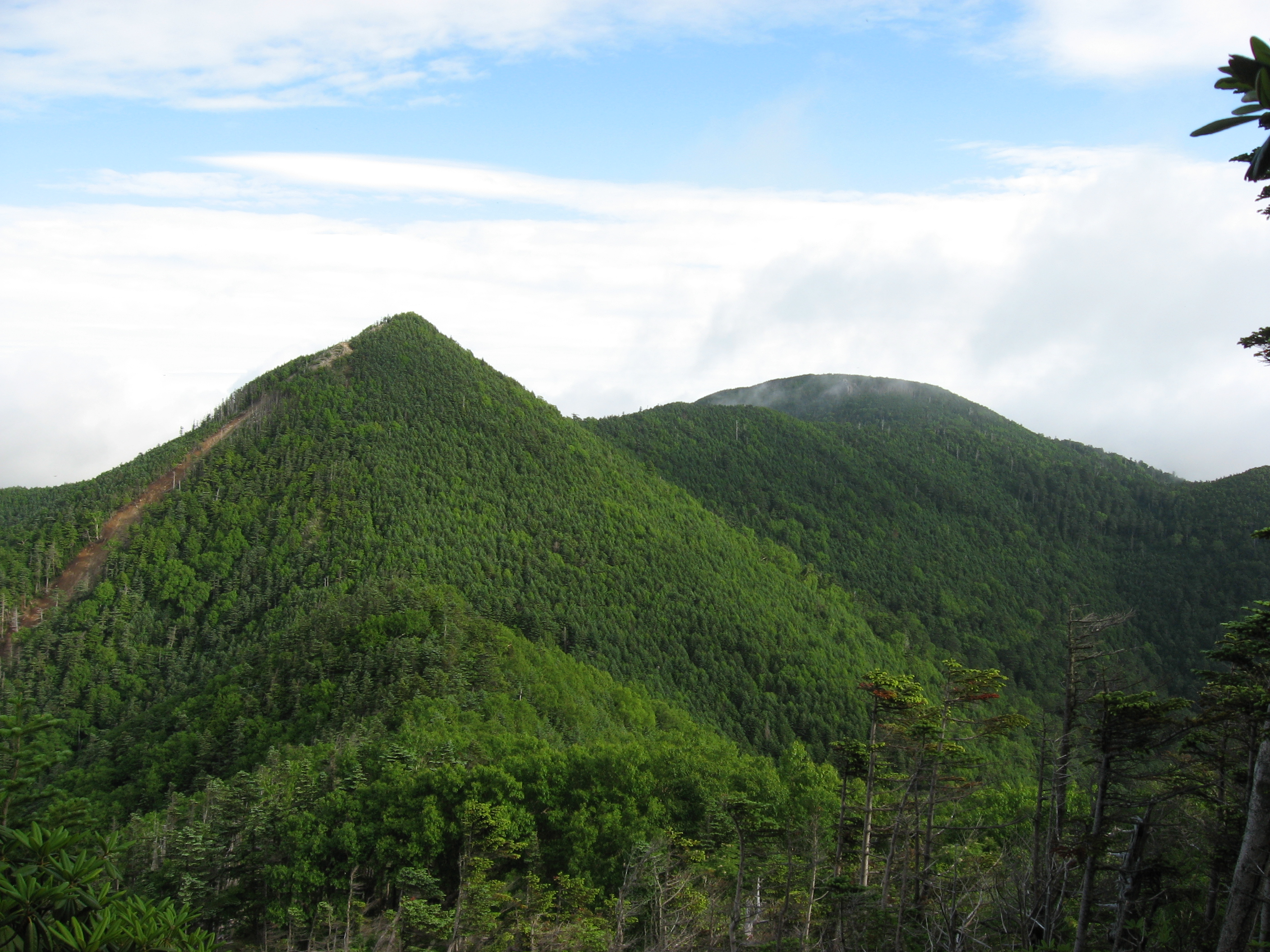
고부시가 산과 산포 산

지치부타마카이 국립공원(秩父多摩甲斐国立公園、영어: Chichibu Tama Kai National Park）은 기타오쿠센조 산을 최고봉으로 하는 오쿠치치부 산괴를 중심으로 사이타마현, 야마나시현, 나가노현, 도쿄도에 걸쳐있는 국립공원이다. 면적은 1,216 km2이다. 일본 100대 명산으로 꼽히는 긴푸 산(金峰山), 미즈가키 산(瑞牆山), 다이보사쓰레이(大菩薩嶺), 구모토리 산(雲取山)과 아름다운 계곡으로 알려진 니시자와 계곡(西沢渓谷), 히가시자와 계곡(東沢渓谷) 및 쇼센쿄(昇仙峡) 등이 잘 알려져있다. 또 미쓰미네 산(미쓰미네 신사)과 미타케 산(무사시온타케 신사)으로도 유명하다.

## 역사
- 1950년 7월 10일 - 지치부타마 국립공원으로서 국립공원으로 지정되었다.
- 1955년 3월 30일 - 특별지역의 지정 및 주된 이용 계획이 결정되었다.
- 2000년 8월 10일 - 지치부타마 국립공원에서 지치부타마카이 국립공원으로 명칭이 변경되었다.

## 같이 보기
- 일본의 국립공원